# 卡巴爾達-巴爾卡爾共和國國旗
卡巴爾達-巴爾卡爾共和國國旗是一面三色旗，自上而下為藍色、白色、綠色條紋，中間有一個圓形圖案，圓形圖案內有一座白色山峰，象徵歐洲最高峰厄爾布魯士山。這面國旗於1994年7月21日開始啟用。